# جرج ادسون
جورج ادسون بریتو (به پرتغالی: Jorge Edson Brito) (زاده ۱۳ اکتبر ۱۹۶۶ در پورتو الگره) بازیکن سابق و مربی فعلی والیبال اهل برزیل که از سال ۱۹۸۹ تا ۲۰۰۱ عضو تیم ملی والیبال برزیل بود.
مارسلو به همراه تیم ملی برزیل مدال طلا المپیک ۱۹۹۲ بارسلونا را به دست آورد و از سال ۲۰۰۲ کار مربیگری را آغاز نمود و در سال ۲۰۰۷ هدایت تیم پاناسونیک را به عهده گرفت.